# Богдан А201
Богдан А201 — украинский автобус малого класса. В России продавался под марками Hyundai County Kuzbas HDU2 и Hyundai Bogdan A20.

## Описание
Богдан А201 был представлен корпорацией «Богдан» 17 мая 2011 года в Тернополе.
Автобус имеет несущий кузов; построен на шасси Hyundai HD78 и имеет переднее расположение двигателя. Выпускается две модели автобуса: Богдан А20110 и Богдан А20111. У модели А20110 установлен двигатель Hyundai D4DD (объём 3,907 л, мощность 140 л. с., 5-ступенчатая коробка передач; соответствует нормам Евро-3), а у модели А20111 — двигатель Hyundai D4GA (объём 3,933 л, мощность 150 л.с., 6-ступенчатая коробка передач; соответствует нормам Евро-4). Оба двигателя дизельные.
В отличие от своего предшественника, автобус Богдан А092 просторней и удобней для посадки. Также автобус оснащён системой карточного расчёта и GPS-навигатором, которые указывают диспетчеру место нахождения машины на маршруте. Салон рассчитан на 48 пассажиров и имеет 24 посадочных места. У автобуса две автоматические двери. Посадку-высадку облегчает наличие низких ступенек (360 мм) и двойных поручней на дверях.
Автобус выпускался в трёх модификациях: городской, пригородный и школьный.

## Конкуренты
- БАЗ-А081.20